# Long Walk Home: Music from the Rabbit-Proof Fence
Long Walk Home: Music from the Rabbit-Proof Fence è la terza colonna sonora pubblicata dal musicista britannico Peter Gabriel, nonché il suo dodicesimo album complessivamente. Il film che presenta questa colonna sonora, Rabbit-Proof Fence, in Italia è stato distribuito col titolo La generazione rubata.

## Tracce
Tutte le canzoni sono state scritte e composte da Peter Gabriel.
1. "Jigalong" – 4:03
2. "Stealing the Children" – 3:19
3. "Unlocking the Door" – 1:57
4. "The Tracker" – 2:47
5. "Running to the Rain" – 3:18
6. "On the Map" – 0:59
7. "A Sense of Home" - 2:02
8. "Go Away, Mr Evans" – 5:14
9. "Moodoo's Secret" – 3:02
10. "Gracie's Recapture" – 4:40
11. "Crossing the Salt Pan" – 5:07
12. "The Return, Parts 1-3" – 10:25
13. "Ngankarrparni (Sky Blue)" – 6:01
14. "The Rabbit-Proof Fence" – 1:08
15. "Cloudless" – 4:47

## Musicisti
- Peter Gabriel – pianoforte, tastiere, voce, surdo, programmazione batteria.
- Richard Evans
- Tchad Blake
- David Rhodes
- Manu Katché
- Nusrat Fateh Ali Khan
- Hossam Ramzy
- Shankar
- Doudou N'Daiye Rose
- Assane Thiam
- Fenella Barton
- Dinah Beamish
- Marc Berrow
- Melanie Gabriel
- Duchess Nell Catchpole
- Ben Chappell
- Roger Chase
- David Daniels
- Babacar Faye
- Antonia Fuchs
- Peter Green
- Will Gregory
- Stephen Hague
- Peter Hanson
- Sally Herbert
- Benet Houariyat
- Nick Ingraham
- Johnny Kalsi
- Patrick Kiernan
- Boguslaw Kostecki
- Peter Lale
- Chris Laurence
- Julian Leaper
- Martin Loveday
- Ged Lynch
- Dominque Mahut
- James McNally
- Donald McVay
- Chuck Norman
- Jacqueline Norrie
- Claire Orsler
- Anthony Pleeth
- Dmitri Pokrovsky
- Jocelyn Pook
- Fred Rice
- David Sancious
- Mary Scully
- Jackie Shave
- Robert Smissen
- Cathy Thompson
- Chris Tombling
- Gavyn Wright
- Adzido Pan African Dance Ensemble
- Blind Boys of Alabama
- Dhol Foundation
- Electra Strings
- London Session Orchestra